# زائر آلبانیایی
زائر آلبانیایی (انگلیسی: Pellegrino Albanese؛ زادهٔ ۴ فوریهٔ ۱۹۹۱) بازیکن فوتبال اهل ایتالیا است.
از باشگاه‌هایی که در آن بازی کرده‌است می‌توان به باشگاه فوتبال اینتر میلان و باشگاه فوتبال ساسولو اشاره کرد.